# Sân bay Joensuu
Joensuu Airport là một sân bay ở Liperi, Phần Lan (IATA: JOE, ICAO: EFJO), gần thành phố Joensuu. 
Sân bay này có hai đường cất hạ cánh bề mặt nhựa đường và nhựa đường/sỏi.

## Các hãng hàng không và tuyến bay
- Finnair (Helsinki)
- Finncomm Airlines (Helsinki)